# Les Aventures du baron de Münchausen (film, 1988)
Pour les articles homonymes, voir Münchhausen.
Pour plus de détails, voir Fiche technique et Distribution.
Les Aventures du baron de Münchausen (The Adventures of Baron Munchausen) est un film fantastique germano-britannique réalisé par Terry Gilliam et sorti en 1988. Il s'inspire des aventures du baron de Münchhausen, narrées notamment par Gottfried August Bürger et Rudolph Erich Raspe.
Bien que considéré comme un excellent film par la plupart des critiques, le film est un important échec commercial à sa sortie (50 millions de dollars américains de l'époque). Cela vaudra à Terry Gilliam d'être temporairement écarté des films à gros budget,.

## Synopsis
Dans une ville assiégée par les Turcs, une pièce de théâtre conte les aventures du fameux baron de Münchhausen. Surgit alors un vieillard, affirmant être le « vrai » baron de Münchhausen. Il fait un scandale et interrompt la pièce. Horatio Jackson, le dirigeant de la ville, un notable méprisant, l'ignore alors que les membres de la troupe le prennent pour un fou. Seule Sally, fille du directeur de la troupe de théâtre, le prend au sérieux. Il lui raconte comment, avec l'aide de ses compagnons Berthold, Adolphus, Albrecht et Gustavus, il a gagné le trésor du sultan, et déclenché ainsi la guerre.
Alors qu'il se trouve dans le palais du sultan à déguster un vin délicieux, Münchhausen déclare à son hôte qu'il connaît un vin meilleur. Le sultan, à la fois insulté et intrigué, prend le pari avec le baron de pouvoir goûter à ce vin dans l'heure. Si Münchhausen réussit (c'est-à-dire si le vin est là et qu'il est effectivement meilleur que celui du sultan), il pourra prendre dans le trésor tout ce qu'un colosse pourra porter. S'il perd, il perdra la tête. Berthold, coureur extrêmement rapide, est envoyé à Vienne, mais s'endort sur le chemin du retour. Gustavus, grâce à son excellente ouïe et à son souffle puissant (ce don sera révélé lors de la bataille entre le baron et les soldats du sultan), le repère, et Adolphus, grâce à sa vue et à son fusil, le réveille en faisant tomber une pomme sur lui. Münchhausen gagne son pari, et Albrecht, le géant à la force surhumaine, arrive à emporter l'intégralité du trésor avec eux. Cela met le sultan dans une rage folle, et enclenche la guerre.
Dans la ville assiégée, Münchhausen décide d'aller chercher ses compagnons, dont il a été séparé il y a quelques années, afin de faire lever le siège. Il s'enfuit donc en ballon, un ballon confectionné avec des culottes de femmes (culottes longues, tout de même), et part sur la Lune pour retrouver le premier de ses anciens compagnons, Berthold. Sally l'a suivi, et s'échappe donc de la ville avec lui. En chemin, ils voient la Mort, qui cherche en vain à atteindre Münchhausen depuis des années.
Ils montent en ballon jusqu'à la Lune, où ils sont accueillis par le Roi et la Reine de la Lune. Ceux-ci peuvent séparer leur tête de leur corps ; ils ont d'ailleurs une humeur changeante (lunatique), devenant plus doux, pacifiques et calmes lorsque leurs têtes et leurs corps sont séparés. La Reine est sous le charme du baron, qui rajeunit petit à petit. Le Roi s'en aperçoit, et enferme Sally et Münchhausen dans une grande cage, où se trouve déjà Berthold. Mais celui-ci ne se souvient plus de rien, et clame qu'il s'appelle Desmond, et qu'il ne connaît pas le baron. La tête de la Reine, alors que son corps est près de son époux, les délivre ; ils parviennent à échapper au Roi et tombent de la Lune.
Ils tombent dans un volcan, repaire de la forge de Vulcain. Celui-ci, aidé de ses cyclopes, fabrique nombre d'armes. Ils retrouvent dans la forge Albrecht, devenu tendre et délicat, remplissant les offices d'une servante en servant le thé. Les compères rencontrent également Vénus, femme de Vulcain et sosie parfait d'une des actrices de la troupe de théâtre dont fait partie Sally. Vénus séduit Münchhausen, et celui-ci l'embrasse. Vulcain entre alors dans une grande rage et les chasse de son royaume en les projetant dans la mer. Albrecht, courageusement, les a suivis. C'est alors qu'ils sont tous quatre engloutis par le Kraken.
À l'intérieur du Kraken, Münchhausen commence à perdre la jeunesse qu'il avait regagnée jusqu'à présent. Dans l'estomac du monstre se trouvent de nombreux vaisseaux, à l'intérieur desquels des marins vieillissants jouent pour passer le temps. C'est là que se trouvent Adolphus et Gustavus, bien mal-en-point : Gustavus est devenu sourd, et Adolphus aveugle. Münchhausen, lassé, entame une partie de cartes, quand Sally reconnaît effarée dans son adversaire la Mort, que le baron attend de guerre lasse. Sally met en déroute la Mort et Münchhausen, retrouvant sa jeunesse, utilise du tabac à priser pour faire éternuer le monstre qui les recrache par son évent. Münchhausen, rasséréné, met le cap dans la barque qu'ils ont récupérée sur la ville et ses assiégeants. Leur arrivée interrompt les négociations tenues entre Jackson et le sultan : apparemment, ceux-ci s'attaquent et se battent chacun à leur tour, s'échangeant des richesses à l'occasion des traités.
Münchhausen et ses compagnons reprennent tous de la vigueur et de la jeunesse : Berthold retrouve la mémoire et sa vitesse, Albrecht sa force et Adolphus sa dextérité au tir. Gustavus n'a pas perdu son souffle, et projette une petite souris au milieu des éléphants de combat, qui brisent leurs chaînes et saccagent le camp ennemi. La ville est sauvée, et fait un triomphe à ses héros. Mais Jackson, dissimulé derrière une grande statue d'ange, tue Münchhausen d'un coup de fusil, se vengeant des pertes qu'il a subies à la fin du siège. C'est alors que la statue s'anime, et que la Mort réapparaît. Cette fois-ci, elle s'empare de l'âme de Münchhausen ; celui-ci est enterré avec les honneurs, et un monument est construit sur sa tombe.
On se retrouve par la suite dans le théâtre car l'histoire présentée n'était qu'un récit de Münchhausen aux membres de la troupe de théâtre, ainsi qu'à ceux des spectateurs (Jackson compris) qui sont restés l'écouter. Lorsque le baron s'arrête enfin et déclare que l'histoire est réelle, personne n'y croit. Pourtant, sortant du théâtre, Münchhausen fait ouvrir en grand les portes de la ville : l'armée ennemie a disparu. Münchhausen repart sur son cheval, laissant ses admirateurs derrière lui.

## Fiche technique
- Titre original : The Adventures of Baron Munchausen
- Titre français : Les Aventures du baron de Münchausen
- Réalisation : Terry Gilliam
  - Assistant réalisation : Michele Soavi
- Scénario : Charles McKeown et Terry Gilliam, d'après le roman éponyme de Rudolf Erich Raspe adapté par Gottfried August Bürger (1786)
- Musique : Michael Kamen
  - Musique additionnelle : Eric Idle
- Décors : Dante Ferretti
- Costumes : Gabriella Pescucci
- Photographie : Giuseppe Rotunno
- Effets visuels : Roger Pratt
- Montage : Peter Hollywood
- Production : Thomas Schühly ; Ray Cooper (coproducteur)
- Sociétés de production : Prominent Features, Laura Film, Allied Filmmakers
- Sociétés de distribution : Columbia Pictures
- Budget : 46 630 000 $[4]
- Pays de production :  Royaume-Uni,  Allemagne de l'Ouest
- Langue originale : anglais
- Format : couleurs - 35 mm - 1,85:1 - son Dolby stéréo
- Genre : comédie, fantastique, aventure
- Durée : 125 minutes
- Dates de sortie :
  - Allemagne de l'Ouest : 8 décembre 1988
  - France : 8 mars 1989
  - Royaume-Uni : 17 mars 1989

## Distribution
Sauf indication contraire, les informations mentionnées dans cette section peuvent être confirmées par la base de données cinématographiques IMDb,  présente dans la section « Liens externes ».
- John Neville (VF : Bernard Dhéran) : Karl Friedrich Hieronymus, baron de Münchhausen
- Eric Idle (VF : Jean-Pierre Leroux) : Berthold / Desmond
- Sarah Polley : Sally Salt
- Oliver Reed (VF : Henry Djanik) : Vulcain
- Jonathan Pryce (VF : Jean-Luc Kayser) : Horatio Jackson
- Winston Dennis (VF : Dominique Collignon-Maurin) : Albrecht / Bill
- Charles McKeown (VF : Roger Carel) : Adolphus / Rupert
- Jack Purvis (VF : Michel Mella) : Gustavus / Jeremy
- Robin Williams (crédité « Ray D. Tutto[5] ») (VF : Denis Boileau) : Roger, le roi de la Lune
- Valentina Cortese : Ariadne, la reine de la Lune / Violette
- Bill Paterson : Henry Salt
- Peter Jeffrey (VF : Mostéfa Stiti) : le sultan
- Uma Thurman (VF : Rafaèle Moutier)[6] : Vénus / Rose
- Alison Steadman (VF : Dorothée Jemma) : Daisy
- Ray Cooper : un fonctionnaire
- Don Henderson : le commandant
- Sting (VF : Éric Herson-Macarel) : l'officier héroïque (caméo)
- Terry Gilliam : le chanteur à l'intérieur du poisson (caméo non crédité)
- Andrew MacLachlan : Colonel
- José Lifante : Dr. Mort
- Mohamed Badrsalem : Exécuteur
- Kiran Shah : Assistant de l'Exécuteur
- Alba Maiolini : Citoyen (non crédité)

 Source et légende : version française (VF) sur RS Doublage

## Distinctions

### Récompenses
- BAFTA Awards 1990 :
  - Meilleurs décors
  - Meilleurs costumes
  - Meilleurs maquillages
- Ruban d'argent 1990[8] :
  - Meilleure photographie
  - Meilleurs décors
  - Meilleurs costumes

### Nominations
- Oscars du cinéma 1990 : 
  - Meilleurs effets visuels
  - Meilleure direction artistique
  - Meilleure création de costumes
  - Meilleur maquillage
- Saturn Awards 1990 : 
  - Meilleur film fantastique
  - Meilleurs costumes
  - Meilleurs effets spéciaux
  - Meilleurs maquillages
- Prix Hugo 1990 : Meilleure présentation dramatique

### Autres adaptations
- Les Aventures du baron de Münchhausen (1911), film muet de Georges Méliès
- Les Aventures fantastiques du baron Münchhausen (1943), film allemand de Josef Von Baky ;
- Les Fabuleuses Aventures du légendaire baron de Münchhausen (1979), long métrage d'animation français de Jean Image.